# Jan Brejski
Jan Brejski (eingedeutscht auch Johannes Brejski; * 20. Februar 1863 in Ponschau, Kreis Preußisch Stargard, Westpreußen; † 10. Dezember 1934 in Toruń) war ein polnischer Verleger, Gewerkschaftsführer und Politiker im Deutschen Kaiserreich. Er war von 1903 bis 1905 und 1907 bis 1912 Mitglied des Reichstages. Nach der Unabhängigkeit Polens war er Mitglied des verfassunggebenden Sejm für die Nationale Partei der Arbeiter und von 1920 bis 1924 Woiwode von Pommerellen.

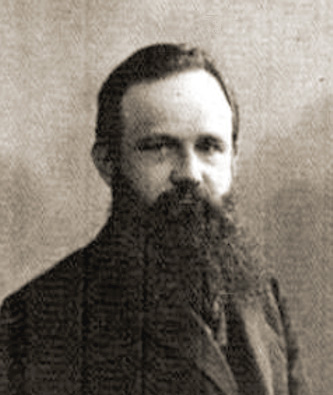
Jan Brejski im Reichstagshandbuch 1907

## Leben und Wirken

### Ausbildung
Nach dem Besuch verschiedener Gymnasien studierte Brejski in Krakau Geschichte, Literatur- und Staatswissenschaften.

### Journalistische Arbeit
Nach seinem Studium begann Brejski als Journalist in Krakau. Später arbeitete er für die polnischsprachige Arbeiterzeitung Wiarus Polski in Bochum. Seit 1905 schrieb er für die Gazeta Toruńska in Thorn und auch für die Przyjanel.
Brejski wurde schließlich Besitzer und Verleger dieser Zeitungen. Die Zeitung Wiarus Polski war im Ruhrgebiet die polnischsprachige Zeitung mit der höchsten Auflage. Sie hatte 1911 eine Auflage von 9000 Exemplaren, die fast ausschließlich an Abonnenten ging. Im Auftrag der polnischen Bischöfe vom Geistlichen Franziskus Liss gegründet, um die polnischen Emigranten (Ruhrpolen) vor sozialdemokratischen Einflüssen zu bewahren, wandelte Brejski sie von einem vor allem religiös geprägten Blatt zu einer radikal polnisch national orientierten Zeitung. Damit wollte er unter den politisch indifferenten Bergleuten für die nationale Sache werben. Anton Brejski, Bruder von Jan Brejski, war zeitweilig Chefredakteur des Blattes. Dieses wurde zu einer Art inoffiziellem Zentralorgan und Organisationszentrum der Ruhrpolen. Wegen Pressevergehen war er in Haft.

### Politische Arbeit
Brejski wurde in den Reichstagswahlen von 1903 und 1907 in den Reichstag gewählt. Er vertrat im Reichstag als Abgeordneter den westpreußischen Wahlkreis Regierungsbezirk Marienwerder 4 (Thorn – Kulm – Briesen) und ab 1907 den Reichstagswahlkreis Regierungsbezirk Danzig 5. Außerdem gehörte er dem preußischen Abgeordnetenhaus an. Er gehörte dabei jeweils der polnischen Fraktion an.
Nach der Unabhängigkeit Polens gehörte er als Vertreter der Narodowe Stronnictwo Robotników (Nationalen Partei der Arbeiter) dem verfassungsgebenden Sejm von 1919 bis 1922 an. Zwischen 1919 und 1920 war er auch Staatssekretär im Ministerium für die ehemals preußischen Gebiete (pl. Dzielnica pruska). Danach war er von 1920 bis 1924 Woiwode Pommerellens. 1921 trat er der bäuerlichen PSL Piast unter Wincenty Witos bei. Nach 1926 unterstützte er Józef Piłsudski. Für die Zjednoczenie Gospodarcze („Wirtschaftsunion“), die das Sanacja-Regime unterstützte, kandidierte er 1928 erneut für den Sejm, blieb jedoch erfolglos.

## Weitere Engagements
Im Ruhrgebiet war Brejski Begründer der polnischen Gewerkschaft Zjednoczenie Zawodowe Polskie (ZZP). Diese Bergarbeiterorganisation war zeitweise die bedeutendste polnische Gewerkschaft in Deutschland. In Thorn gründete er den ersten polnischen Berufsverband für Landarbeiter mit dem Namen Polski Związek Rolny. Daneben war er auch in der Antialkohol- und Abstinenzlerbewegung tätig.
In dem 1894 gegründeten Polenbund spielten er und sein Bruder Anton bedeutende Rollen. Dasselbe galt auch für andere Interessenverbände, wie dem Bochumer Sokolverein.